# Ryjewo
Pour l’article homonyme, voir Ryjewo (gmina).
Ryjewo est un village polonais de la voïvodie de Poméranie et du powiat de Kwidzyn. Il est le siège de la gmina de Ryjewo et comptait 2 914 habitants en 2006. 

## Histoire
De 1818 à 1945, Rehhof fait partie de l'arrondissement de Stuhm dans le district de Marienwerder au sein de la province de Prusse-Occidentale